# Acontia briola
Acontia briola is een vlinder van de familie van de uilen (Noctuidae). De wetenschappelijke naam van deze soort is voor het eerst voorgesteld door William Jacob Holland in een publicatie uit 1894.
De soort komt voor in Ghana, Kameroen, Gabon, Oeganda en Rwanda.